# Linnea Sælen
Linnea Sælen (19 februari 2006) is een voetbalspeelster uit Noorwegen. Ze speelt als aanvaller voor VfL Wolfsburg in de Bundesliga.

## Clubcarrière
Sælen maakte in maart 2022 in een uitwedstrijd tegen SK Brann haar debuut in de Toppserien, het hoogste voetbalniveau van Noorwegen.
Op 7 augustus 2025 voltooide Sælen haar overgang naar het Duitse VfL Wolfsburg, waar ze een contract tekende tot 30 juni 2028. In eerste instantie werd ze onderdeel van het onder 20 team.

## Statistieken
| Seizoen | Club          | Land      | Competitie | Wedstrijden | Doelpunten |
| ------- | ------------- | --------- | ---------- | ----------- | ---------- |
| 2022    | Arna-Bjørnar  | Noorwegen | Toppserien | 18          | 5          |
| 2023    | Arna-Bjørnar  | Noorwegen | Toppserien | 27          | 6          |
| 2024    | Arna-Bjørnar  | Noorwegen | Toppserien | 27          | 5          |
| 2025    | Arna-Bjørnar  | Noorwegen | Toppserien | 11          | 4          |
| 2025/26 | VfL Wolfsburg | Duitsland | Bundesliga | 0           | 0          |
| Totaal  | Totaal        | Totaal    | Totaal     | 85          | 20         |

Laatste update: 7 augustus 2025

## Interlandcarrière
Sælen kwam als jeugdinternational uit voor Noorwegen -19.